# Simakowo
Simakowo (biał. Сімакава, Simakawa; ros. Симаково, Simakowo) – wieś na Białorusi, w obwodzie grodzieńskim, w rejonie korelickim, w sielsowiecie Mir, u źródeł Miranki i przy drodze republikańskiej R11.

## Historia
W XIX i w początkach XX w. położone było w Rosji, w guberni mińskiej, w powiecie nowogródzkim.
W dwudziestoleciu międzywojennym leżało w Polsce, w województwie nowogródzkim, w powiecie stołpeckim, w gminie Mir. W 1921 miejscowość liczyła 671 mieszkańców, zamieszkałych w 133 budynkach, w tym 651 Białorusinów, 16 Polaków i 4 osoby innej narodowości. 665 mieszkańców było wyznania prawosławnego i 6 rzymskokatolickiego.
Po II wojnie światowej w granicach Związku Sowieckiego. Od 1991 w niepodległej Białorusi.

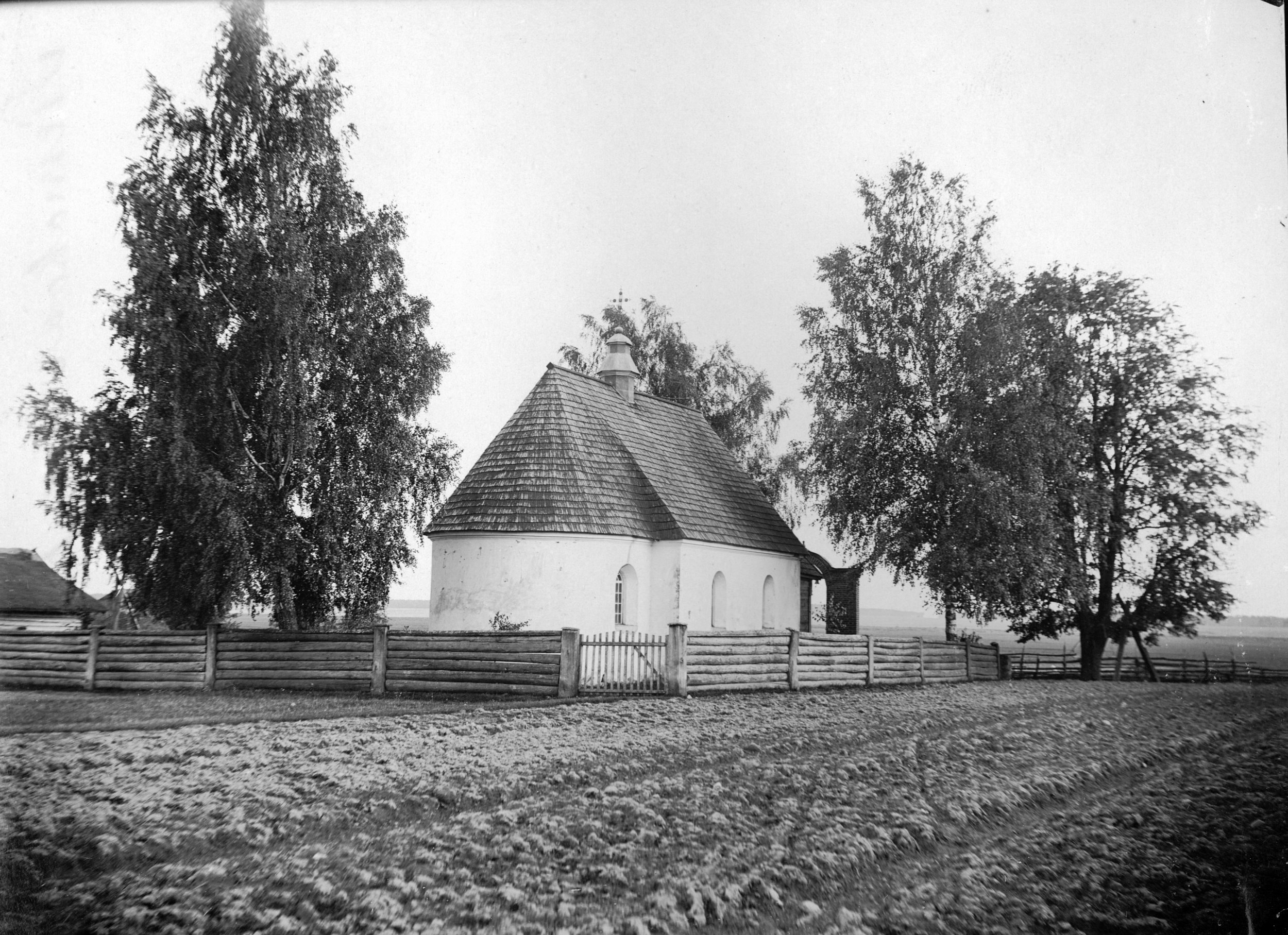
cerkiew w Simakowie ok. 1900